# Max Lotteraner
Max Lotteraner (* 11. März 1928 in Linz; † 29. Juni 2009) war ein Linzer Politiker (SPÖ) und Sportler.

## Leben
Lotteraner stammt aus einer Arbeiterfamilie. Nach der Volks- und Hauptschule besuchte er die Staatliche Ingenieurschule mit Fachrichtung Elektrotechnik in Linz. Ab 1933 gehörte er dem Arbeiter-Turn und Sportverein (ATSV) Linz sowie den Kinderfreunden an. Sein Vater, ein Eisenbahner, wurde im Zuge des 12. Februar 1934 aus politischen Gründen (Angehöriger der Wehrturner im Republikanischen Schutzbund) verhaftet.
Nachdem er im Zweiten Weltkrieg als „Hoch und Deutschmeister“ verwundet worden war, holte er 1947 die Matura nach und studierte sechs Semester an der TU Wien, das Studium musste er aus gesundheitlichen Gründen abbrechen.

## Politik
Nach einem kurzen Intermezzo bei der Firma Sprecher & Schuh in Linz heuerte er 1953 bei der Arbeiterkammer Oberösterreich an, betreute dort die Pressestelle und gründete dessen Organ AK-Report.
Lotteraner war Mitgründer des Berufsförderungsinstitut in Oberösterreich – ab 1965 war er auch für die International Conference of Labour and Social History (ITH) tätig. Sein Interesse an Bildungsarbeit und der Geschichte der Arbeiterbewegung kam auch in Verbindungen zum Museum Arbeitswelt Steyr und zum Dr.-Karl-Renner-Institut, der politischen Akademie der SPÖ, zum Ausdruck.
Von 1973 bis 1977 war er Gemeinderat in Linz und Mitglied im Bauordnungsausschuss und im Schul- und Kulturausschuss.
Max Lotteraner war ab 1973 Mitglied der Freimaurerloge Paracelsus und später Mitglied der Forschungsloge Quatuor Coronati.

## Sport
Lotteraner übte beim ATSV Linz-Waldegg aktiv vorwiegend Leichtathletik und Handball aus und war dort auch als Sportfunktionär (Turn- und Schiwart) tätig. Als Jugendlicher war er mehrere Male Landesmeister und 1948 österreichischer akademischer Meister im leichtathletischen Mehrkampf. Den österr. Staatsmeister-Titel im Feldhandball errang er mit dem ATSV Linz-Waldegg in den Jahren 1947, 1951, 1952 und 1954.

## Auszeichnungen
- Wissenschaftsmedaille der Stadt Linz, 1989
- Victor-Adler-Staatspreis für Geschichte sozialer Bewegungen, 1987
- Verleihung des Berufstitel Professor (Prof.) für sein Wirken im Bereich der Erwachsenenbildung von Bundespräsident Rudolf Kirchschläger, 1980.